# Partito Comunista della RSFS Russa
Il Partito Comunista della Repubblica Socialista Federativa Sovietica Russa (in russo Коммунистическая партия Российской Советской Федеративной Социалистической Республики, КП РСФСР?, Kommunističeskaja partija Rossijskoj Sovetskoj Federativnoj Socialističeskoj Respubliki, KP RSFSR) è stata la sezione del Partito Comunista dell'Unione Sovietica creata il 19 giugno 1990 che univa le organizzazioni di partito situate sul territorio della RSFS Russa.
Fino a quel momento, la RSFSR era rimasta l'unica repubblica sovietica senza un proprio partito comunista.I comitati territoriali facevano infatti riferimento direttamente agli organi centrali del partito a livello di Unione Sovietica.
Secondo la corte costituzionale russa, il Partito Comunista della RSFSR non era un partito indipendente, non aveva un proprio statuto e un proprio programma, non aveva bisogno di essere registrato e non aveva i diritti di una persona giuridica.

## Storia
Al XII Congresso del Partito Comunista Russo (bolscevico) del 1923, i delegati decisero di rinominare il Partito in Partito Comunista di tutta l'Unione (bolscevico) in seguito a una discussione sulla creazione del Partito Comunista Russo. Grigorij Ordžonikidze avanzò la proposta, sostenuta da Michail Kalinin e ritenuta "logica" da Kliment Vorošilov, di creare un partito per la RSFS Russa ma il segretario generale Stalin si oppose considerandola "il più grande pericolo, perché potrebbe portare a una frammentazione federalista del partito".

### Fondazione
L'idea di creare un Partito Comunista per la RSFSR, come era già avvenuto per le altre repubbliche sovietiche, venne ripresa negli anni ottanta sulla scia dell'opposizione conservatrice alla direzione centrale del Partito Comunista dell'Unione Sovietica su varie questioni. I conservatori russi videro in questa demarcazione un'opportunità per un'ulteriore revisione delle riforme attuate dal Comitato centrale del PCUS.
La leadership centrale decise di placare l'opposizione cercando di stabilire strutture organizzative alternative interne senza creare un nuovo partito. Nel dicembre 1989, al Plenum del Comitato Centrale del PCUS, si decise di rilanciare l'Ufficio russo del Comitato Centrale del PCUS (che esisteva nel 1956-1966 come Ufficio del Comitato Centrale del PCUS per la RSFSR) e alcune altre strutture russe nell'apparato del Comitato centrale del PCUS. Il segretario del PCUS Michail Gorbačëv venne eletto presidente dell'Ufficio russo. Ciò non riuscì a soddisfare l'opposizione e aumentò la pressione dal basso. Nel 1990, venne formato il movimento dell'Iniziativa Comunista (in russo Движение «Коммунистическая инициатива»?, Dviženie «Kommunističeskaja iniciativa») il cui scopo era quello di formare un Partito Comunista Russo come alternativa alla guida del PCUS nella RSFSR.
Il 19-23 giugno 1990 fu convocata la Conferenza russa del Partito che proclamò la creazione del Partito Comunista della RSFSR all'interno del PCUS. Alla conferenza parteciparono 2768 delegati eletti al XXVIII Congresso del PCUS dalle organizzazioni di partito della RSFSR e lo stesso Gorbačëv, favorevole alla proposta di creare il Partito Comunista di Russia. Il 19 giugno 1990, l'Ufficio russo del Comitato centrale del PCUS fu sciolto e successivamente fu eletto il Comitato centrale della RSFSR. L'assemblea nella prima fase deliberò inoltre la formazione di un Comitato centrale composto da 153 membri
I principali ideologi della nuova formazione erano il professore di economia politica della Scuola superiore del sindacato, Aleksej Sergeev, Gennadij Zjuganov, che tra il 1989 e il 1990 era stato vicedirettore del dipartimento per l'ideologia del PCUS, e Ivan Polozkov, popolare tra i conservatori. Il 22 giugno Polozkov fu eletto Primo segretario del Comitato centrale del Partito Comunista della RSFSR.
Il I Congresso del PC RSFSR fu ripreso nel settembre 1990 e venne formata la composizione della leadership con 272 membri del Comitato centrale. Il plenum del Comitato centrale a settembre elesse il Politburo e la Segreteria del Partito, mentre Nikolaj Sergeevič Stoljarov fu eletto presidente del Comitato di controllo. Obiettivo iniziale del partito era «fermare la trasformazione della perestrojka in una tendenza antisocialista e antipopolare» per mano delle forze radicali che avevano «acquisito una posizione dominante nei mezzi di comunicazione e fuorviato con l'inganno una parte della società civile».

### Attività
Per le elezioni presidenziali nella RSFS Russa del 1991, il Partito Comunista della RSFSR sostenne ufficialmente i candidati per le posizioni di Presidente e Vicepresidente Nikolaj Ivanovič Ryžkov e Boris Vsevolodovič Gromov.
Al Plenum del Comitato Centrale del 6 agosto 1991, Polozkov fu destituito e Valentin Aleksandrovič Kupcov fu eletto primo segretario del Comitato Centrale e membro del Politburo.

### Scioglimento, messa al bando e rifondazione come KPRF
Dopo il Putsch di agosto del 1991, le attività del Partito Comunista della RSFSR furono sospese con decreto del Presidente della RSFSR Boris El'cin del 23 agosto 1991 n. 79. Una settimana dopo, la segreteria del Comitato Centrale del partito fece ricorso alla Corte Suprema dell'URSS in merito a questo decreto. Il Partito Comunista dell'URSS e della RSFSR furono messi al bando con Decreto del Presidente della RSFSR Boris El'cin del 6 novembre 1991 n. 169. Le attività della segreteria dei comunisti russi continuarono quindi in clandestinità.
Il 30 novembre 1992, la Risoluzione della Corte costituzionale della Federazione Russa N 9-P escluse la possibilità di ripristinare le sue strutture dirigenziali (dal Comitato Centrale ai Comitati distrettuali). Allo stesso tempo, la Corte dichiarò incostituzionale lo scioglimento delle strutture organizzative delle organizzazioni di partito primarie del PCUS e del Partito Comunista della RSFSR, formato su base territoriale. Approfittando della situazione, i comunisti russi formarono un comitato di iniziativa per la convocazione del II Congresso straordinario per la restaurazione del Partito Comunista di Russia, guidato dal primo segretario Kupcov e costituito da membri della leadership del PC della RSFSR (come Gennadij Zjuganov e Ivan Osadčij) , rappresentanti del Partito Socialista dei Lavoratori (Ivan Rybkin, Viktor Zorkal'cev), del Partito dei Comunisti Russi (Boris Slavin) e del Partito comunista operaio russo (Ričard Kosolapov, Al'bert Makašov).
Le attività di segreteria del Comitato Centrale del Partito Comunista della RSFSR proseguirono fino al 13-14 febbraio 1993, quando si tenne un congresso di restaurazione. Sulla base delle organizzazioni primarie, il Partito Comunista della RSFSR è stato ricreato come Partito Comunista della Federazione Russa (in russo Коммунистическая партия Российской Федерации, КПРФ?, Kommunističeskaja partija Rossijskoj Federacii, KPRF). Il KPRF si proclamò l'erede ideale del PCUS e del Partito Comunista della RSFSR poiché formato su iniziativa dei loro organismi territoriali.

## Organizzazione
Il partito era una parte strutturale del PCUS e non aveva una proprio statuto. Pertanto, tutti i membri del PCUS che erano registrati presso le organizzazioni primarie sul territorio della RSFSR erano automaticamente membri del PC russo. Tuttavia, al 1º agosto 1991, nel partito erano rimasti circa 6.800.000 iscritti.
Essendo una parte strutturale del PCUS, il Partito Comunista della RSFSR non poteva partecipare alle elezioni. Ai Congressi dei Deputati del Popolo della RSFSR, i membri del PCUS (e, di conseguenza, del PC della RSFSR) erano membri di vari gruppi di deputati. Quindi, il primo segretario del Partito Comunista della RSFSR Polozkov era un membro del gruppo dei deputati "Patria" (in russo Отчизна?, Otčizna).

### Primo segretario del Comitato centrale
- Ivan Kuz’mič Polozkov (22 giugno 1990 — 6 agosto 1991),
- Valentin Aleksandrovič Kupcov (6 agosto 1991 — 14 febbraio 1993)

### Politburo
Il Politburo, oltre a Polozkov, includeva:
- Aleksej Nikolaevič Il'in — secondo segretario del CC, presidente del Soviet dei deputati del popolo dell'oblast' di Pskov, primo segretario del comitato del PCUS dell'oblast' di Pskov;
- Ivan Ivanovič Antonovič — segretario del CC per gli enti pubblici;
- Gennadij Andreevič Zjuganov — segretario del CC per l'ideologia;
- Vladimir Ivanovič Kašin — segretario del CC per le politiche socioeconomiche, presidente del Soviet dei deputati del popolo del rajon di Serebrjanye Prudy;
- Aleksandr Grigor'evič Mel'nikov — segretario del CC per il movimento operaio, primo segretario del Comitato del PCUS dell'oblast' di Kemerovo вижению) — первый секретарь Кемеровского обкома КПСС,;
- Nina Prokop'evna Silkova — segretaria del CC per le questioni femminili, viceministro della cultura dell'URSS;
- Aleksandr Sergeevič Sokolov — segretario del CC per il lavoro dei Soviet, segretario del Comitato del PCUS dell'oblast' di Mosca;
- Aleksej Micheevič Brjačichin — presidente del soviet dei deputati del popolo del rajon di Sebastopoli del PCUS di Mosca, primo segretario del comitato del rajon di Sebastopoli del PCUS di Mosca;
- Vera Nesterovna Enina — presidente del kolchoz "Pobeda" del Kromskoj rajon nell'oblast' di Orël;
- Nikolaj Vasil'evič Kalinin — comandante delle forze del Distretto militare di Mosca;
- David Nikitič Kugul'tinov — poeta;
- Nikolaj Cholevič Ljubimov — operaio dell'associazione aeronautica industriale di Irkutsk;
- Jurij Nikolaevič Prokop'ev — primo segretario del Comitato del PCUS della Jakuzia;
- Viktor Nikolaevič Stepanov — presidente del Soviet Supremo della RSSA di Carelia;
- Konstantin Vasil'evič Frolov — vice presidente dell'Accademia delle scienze dell'URSS, membro fino al 13 maggio 1991[11] dopo la sua elezione a presidente della società pansovietica Znanie.
- Valentin Vasil'evič Čikin — redattore capo di Sovetskaja Rossija;
- Valerij Vasil'evič Jašin — secondo segretario del Comitato del PCUS dell'oblast' di Leningrado.

### Congressi
- I Congresso — 20-23 giugno, 5 e 6 settembre 1990 a Mosca.[19]
- II Congresso (straordinario o di riunificazione) — 13-14 febbraio, Mosca.[9]